# Сельское поселение Бобровка
Сельское поселение Бобровка — муниципальное образование в составе Кинельского района Самарской области.
Административный центр — село Бобровка.

## Административное деление
В состав сельского поселения входят:
- село Бобровка,
- посёлок Михайловский,
- посёлок Моховой,
- посёлок Октябрьский,
- посёлок Формальный.